# かぶと虫太郎
かぶと虫太郎（かぶとむしたろう、1955年10月31日 - ）は、日本の漫画家。長崎県出身。作画グループのメンバー。
第17回手塚賞にて『STOP奈美ちゃん』が佳作を受賞。
代表作の『ベムベムハンターこてんぐテン丸』はテレビアニメ化され1983年5月26日から10月27日まで放送された。

## 作品

### 漫画
- 真直がいく（1979年、週刊少年ジャンプ）
- マジック魔耶ちゃん（1980年、週刊少年ジャンプ）
- 乱丸ちゃん爆弾（1981年、週刊少年キング）
- ベムベムハンターこてんぐテン丸（1982年-1984年、コミックボンボン）
- Don't! ドラゴン（1984年、週刊少年マガジン）
- 爆風悪忍組（1987年、週刊少年宝島）
- のらくろクン（1987年-1988年、コミックボンボン）